# Christofer Bocker
Judas Christofer Fredrik Bocker, född den 16 augusti 1975, är en svensk manusförfattare och dramatiker bosatt i Sunne i Värmland. Bocker har en Master of Fine Arts från Stockholms Dramatiska Högskola. I examensarbetet till den improviserade operan Judasdiagnosen beskrev han sin dramatik som ett utforskande av främlingen, den andre inom oss själva i makro och mikroperspektiv. 2005 vann han Elverkets (Dramaten) manustävling confusion med pjäsen Fontänen, och har även bland annat skrivit pjäsen Angels of Angered baserad på intervjuer med barn på Vättleskolan i Angered.
Sedan 2013 har Bocker utforskat främlingsidentiteten genom att byta tilltalsnamn till Judas. Delar av utforskandet har bland annat ställts ut som videoinstallation på Färgfabriken i Stockholm, Skulpturparken i Stjärnholm och i kommunhuset i Munkfors.
Mellan 2013 och 2016 satt Bocker i lanterninen i Slottet i Sunne och tog emot Sunnebor i en divan. Hundra människor besökte divanen och talade fritt under sextio minuter var. Delar av de hundra timmarnas samtal har blivit föreställningen Slottets Divan som spelades i Slottet i Sunne 2021 till 2023.
Slottets divan boken som kom 2024 är beskriven som en berättarväv på 1000 sidor. Boken fick pris av Värmlandslitteratur med motiveringen "Det svarta omslaget på den tusensidiga boken återspeglar svärtan i många berättelser. Det är en lyhörd bok om kärlek och hat, om katastrofer och om vardagens många gnistrande guldkorn mitt i mörkret. Berättelserna är samlade till en enda mosaik, där det inte längre spelar någon roll vem som sagt vad. Det är en bok som kräver sin läsare men som ger mycket tillbaka."
December 2024 öppnade Psykiatrium på Kristinehamns konstmuseum. Verket samlade 70 år av svensk psykiatrisk historia från intervjuer med 50 personer. Personerna har arbetat eller varit inlagda på Lillhagens mentalsjukhus i Göteborg.

## Dramatik[12]
- Psykiatrium, 2024, Kristinehamns konstmuseum
- Slottets Divan, Dekalogen, 2024, Alma Löv Museum
- Rum 7, 2023[13]
- Slottets Divan, 2021, Rosa slottet i Sunne[14]
- Ensamheten, 2019, KRPCT, Värmland
- Det Explosiva, 2019, Angereds teater i Göteborg[15]
- Jag drömde, 2018, KRPCT, Värmland
- De Andra, 2017, Angereds teater
- Lovebombing, 2015, Regionteater Väst
- 5C, 2015, Stora Teatern
- Det förlorade paradiset, 2012, Angereds teater
- Skam, 2011, die Bühne, Andra stället och Radioteatern
- Angels of Angered, 2010, die Bühne, Andra stället
- Det sjunde blinget, 2008, Backa Teater
- Paret, 2007, publicerad i Ny Text vol 1
- Hundarnas Rike, 2006, Teater Smuts, Underjorden
- Fontänen, 2005, vinnare av Elverkets dramatävling confusion